# La sindrome di Lazzaro (serie televisiva)
La sindrome di Lazzaro (The Lazarus Syndrome) è una serie televisiva statunitense in 12 episodi trasmessi per la prima volta nel corso di una sola stagione nel 1979. La serie era stata preceduta da un film per la televisione trasmesso qualche mese prima.
È una serie del genere medico incentrata sulle vicende professionali del dottor MacArthur "Mac" St. Clair, un cardiologo che lavora al Webster Memorial Hospital.

## Personaggi e interpreti
- Dottor MacArthur St. Clair, interpretato da Louis Gossett Jr..
- Joe Hamill, interpretata da Ronald Hunter.
È l'amministratore dell'ospedale.
- Stacy, interpretata da Peggy McCay.
È la segretaria di Hamill.
- Virginia Hamill, interpretata da Peggy Walker.
- Dottor Mendel, interpretata da E.G. Marshall.
- Gloria St. Clair, interpretata da Sheila Frazier.
È la moglie di MacArthur.
- Denice, interpretata da Lara Parker.

## Produzione
La serie, ideata da William Blinn, fu prodotta da Viacom Productions. Le musiche furono composte da Billy Goldenberg.

### Sceneggiatori
Tra gli sceneggiatori sono accreditati:
- Johnny Dawkins
- Loraine Despres
- Steve Greenberg
- Michael A. Hoey
- David Michael Jacobs
- Aubrey Solomon

## Distribuzione
La serie fu trasmessa negli Stati Uniti dal 4 settembre 1979 sulla rete televisiva ABC. In Italia è stata trasmessa su Canale 5 con il titolo La sindrome di Lazzaro.

## Episodi
| Stagione       | Episodi | Prima TV USA |
| -------------- | ------- | ------------ |
| Prima stagione | 12      | 1979         |